# فرودگاه کریم بلقاسم
فرودگاه کریم بلقاسم (به انگلیسی: Oued Irara – Krim Belkacem Airport) (به زبان بومی: Aéroport de Hassi Messaoud / Oued Irara - Krim Belkacem) یک فرودگاه همگانی با کد یاتا HME است که یک باند فرود آسفالت دارد و طول باند آن ۳۰۰۰ متر است. این فرودگاه در کشور الجزایر قرار دارد و در ارتفاع ۱۴۰ متری از سطح دریا واقع شده است.

## شرکت‌های هواپیمایی و مقصدهای پروازی
| شرکت‌های هواپیمایی | مقصدهای پروازی                                                           |
| ----------------- | ------------------------------------------------------------------------ |
| هواپیمایی الجزایر | هواری بومدین، محمد بوضیاف، ان امیناس، اس سینیا وهران                     |
| طاسیلی ایرلاینز   | هواری بومدین، راباه بیتات، صومام عبان رمضان، محمد بوضیاف، اس سینیا وهران |